# Chirurgia dziecięca
Chirurgia dziecięca – priorytetowa dziedzina medycyny zajmująca się leczeniem operacyjnym człowieka od pierwszych dni życia (także chirurgia prenatalna): noworodków, niemowląt, dzieci do 18 roku życia.
Chirurgia dziecięca jest podspecjalnością chirurgii, powstałą w związku ze świadomością jakościowych różnic między budową ciała dziecka a dorosłego, m.in. chwiejnością równowagi wodno-elektrolitowej oraz regulacją temperatury ciała czy innych procesów metabolicznych. Chirurdzy dziecięcy spotykają się także z innymi chorobami (znaczną ich część stanowią wady wrodzone). 
W Polsce chirurgia dziecięca istnieje jako specjalizacja lekarska trwająca 6 lat, której konsultantem krajowym od 10 kwietnia 2020 roku jest prof. dr hab. n. med. Janusz Andrzej Bohosiewicz z Kliniki Chirurgii Dziecięcej z Górnośląskiego Centrum Zdrowia Dziecka im. Jana Pawła II w Katowicach. Jest to jedna z wzajemnie uznawanych specjalizacji w krajach Unii Europejskiej.
Stowarzyszeniem naukowym zrzeszającym polskich chirurgów dziecięcych jest Polskie Towarzystwo Chirurgów Dziecięcych założone w 1965 roku.